# Paul Sandby
Paul Sandby RA (1731 – 9 de noviembre de 1809) fue un dibujante de mapas inglés convertido en pintor de paisajes en acuarela, quien, junto con su hermano mayor, Thomas, se convirtió en uno de los miembros fundadores de la Royal Academy, en 1768.

## Vida y obra

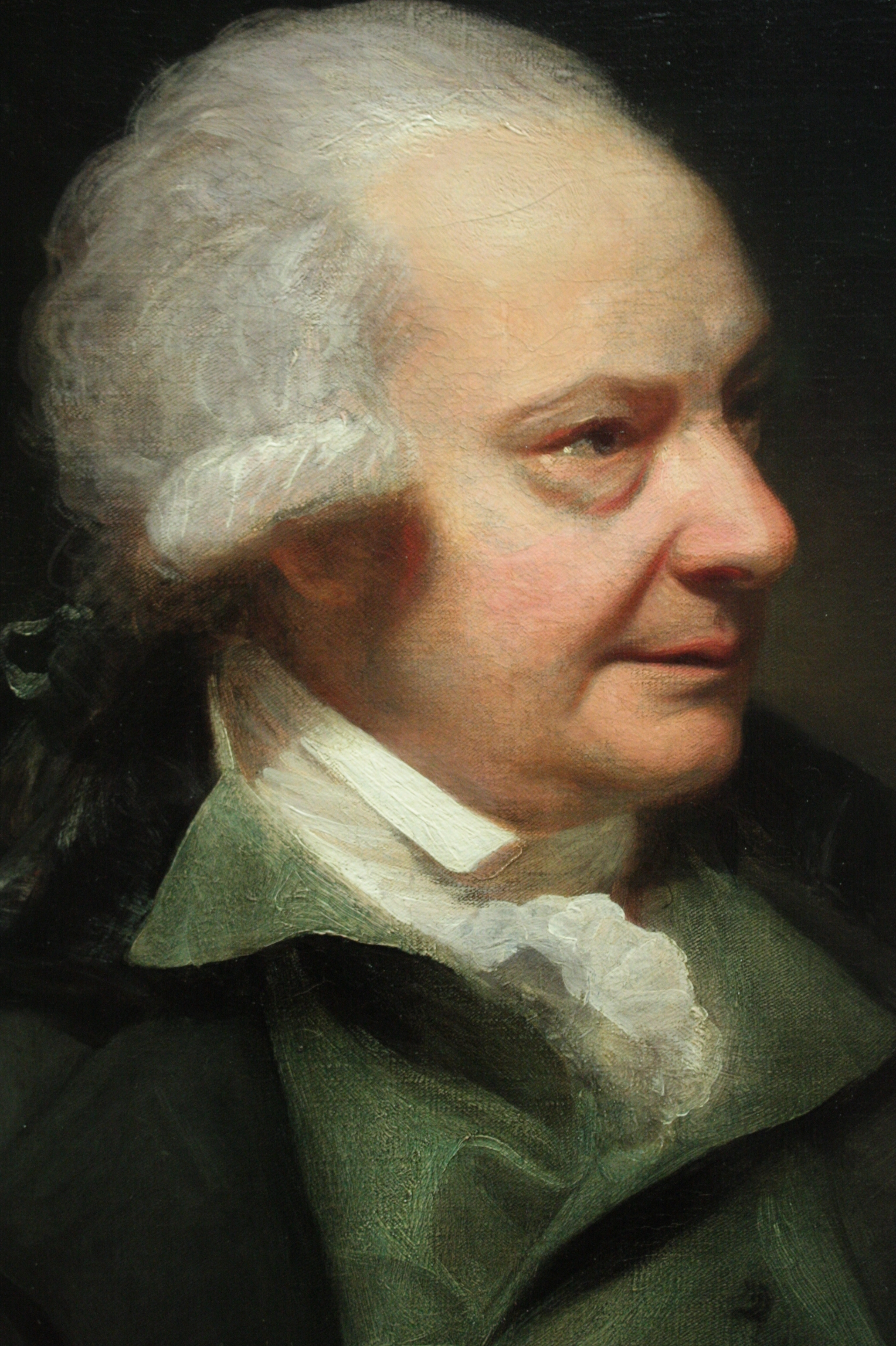
Paul Sandby por Sir William Beechey, 1789, Galería Nacional de retratos de Londres

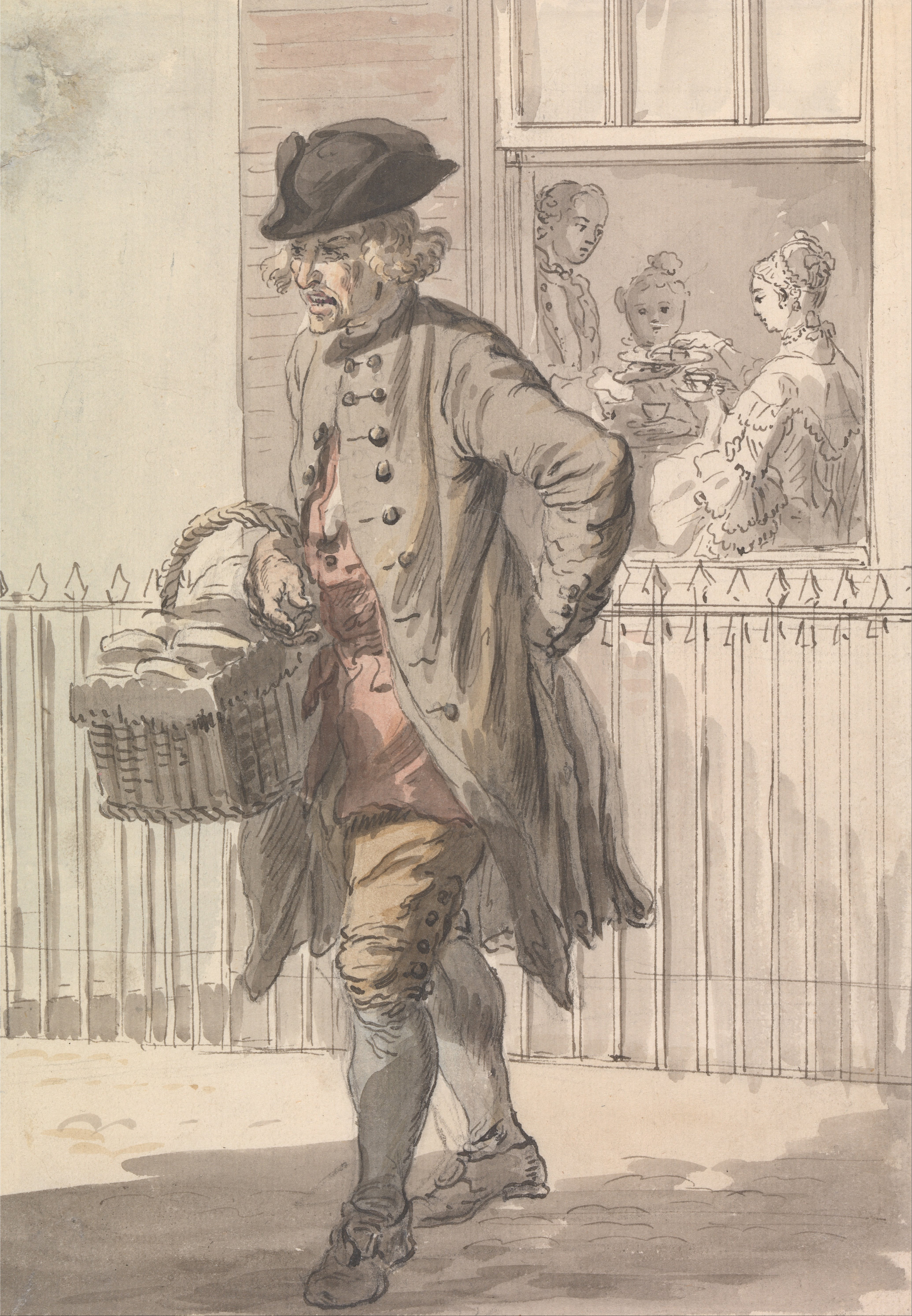
The Gries of London - Un vendedor

Sandby nació en Nottingham, y se bautizó allí en 1731, aunque su fecha de nacimiento se ha dado tradicionalmente como 1725. En 1745 se trasladó a Londres donde siguió a su hermano Thomas para obtener un puesto en el departamento de dibujo militar en la Torre de Londres. Después de la supresión de la rebelión jacobita de 1745, Sandby fue contratado para ayudar en el reconocimiento militar de la nueva carretera a Fort George, y de las partes norte y oeste de las Highlands, bajo la dirección del coronel David Watson. Más tarde fue designado ponente para la encuesta.
Mientras realizaba esta comisión, que incluía la preparación de diseños para nuevos puentes y fortificaciones, comenzó a producir paisajes de acuarela que documentan los cambios en Escocia desde la rebelión, y haciendo bocetos de eventos escoceses como el ahorcamiento en Edimburgo del soldado convertido en forjador John Young en 1751.
Dejó su puesto en la encuesta en 1751, y pasó algún tiempo viviendo con su hermano, que había sido nombrado Diputado Ranger del Gran Parque de Windsor. Allí ayudó a su hermano y realizó una serie de dibujos del castillo, la ciudad y su vecindario, que fueron comprados por Sir Joseph Banks. Sus habilidades fueron aplaudidas por otros artistas como Thomas Gainsborough. Si uno quería "puntos de vista reales de la naturaleza en este país", declaró Gainsborough en 1764, no había mejor artista que Sandby, que con frecuencia "empleaba su lápiz de esa manera".

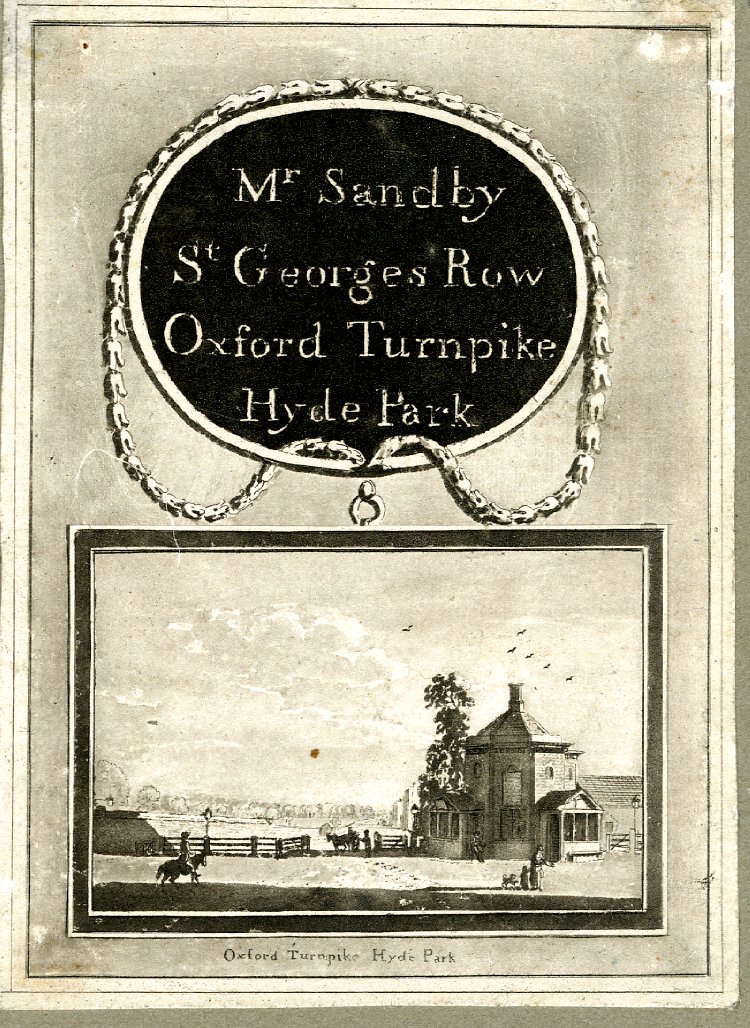
Tarjeta de Paul Sandby, maestro de dibujo

También grabó un gran número de planchas a partir de sus propios dibujos, cien de las cuales (incluidas las vistas de Edimburgo), se publicaron en un volumen en 1765. En 1760 publicó doce grabados de The Gries of London. También hizo muchas planchas a partir de otros artistas, incluyendo a su hermano. En 1753 publicó, anónimamente, varias caricaturas individuales que satirizaban a William Hogarth. Volvió al ataque en 1762, y produjo otros trabajos satíricos esporádicamente a lo largo de su carrera.
No se sabe cuánto tiempo vivió Sandby con su hermano en Windsor, pero se dice que pasó parte de cada año en Londres, y gran parte de su tiempo probablemente se gastó en hacer excursiones de dibujo. El 3 de mayo de 1757 se casó con Anne Stogden, y en 1760 se estableció en Londres.
En 1760 contribuyó a la primera exposición de la Sociedad de Artistas. Expuso regularmente en la sociedad hasta la fundación de la Royal Academy ocho años más tarde, y fue uno de sus primeros directores cuando se incorporó en 1765. En 1768, fue nombrado jefe de dibujo de la Royal Military Academy en Woolwich, un cargo conservó hasta 1799. En la formación de la Royal Academy en el mismo año fue uno de los 28 miembros fundadores nominados por George III. A menudo sirvió en su consejo, y contribuyó a todas menos ocho de las exposiciones celebradas entre 1769 y 1809.
Sandby hizo extensos viajes por Gran Bretaña e Irlanda, dibujando paisajes y monumentos antiguos. Realizó su primera visita a Gales en 1770, más tarde (1773) recorrió el sur de Gales con Sir Joseph Banks, resultando en la publicación de 1775 de XII Views en Gales del Sur y otras 12 vistas al año siguiente, aparte de 48 grabados de acuatinta que representan el paisaje galés, encargados por Banks.
Murió en su casa en Paddington el 7 de noviembre de 1809, y fue enterrado en el cementerio de St George's de Hanover Square. [3] Fue descrito en sus obituarios como "el padre de la pintura de paisaje moderna en acuarela".

## Galería

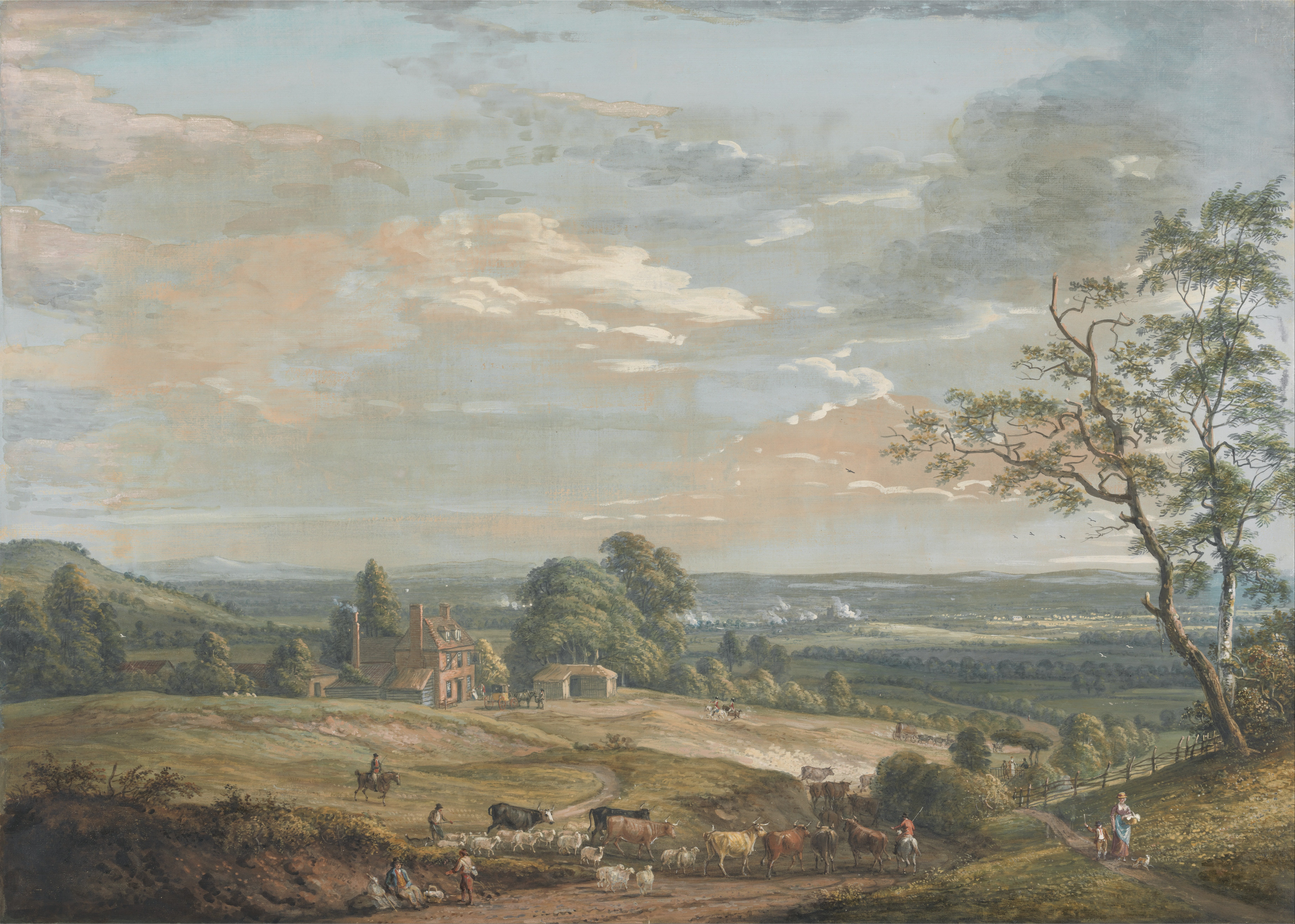
A Distant View of Maidstone, from Lower Bell Inn, Boxley Hill
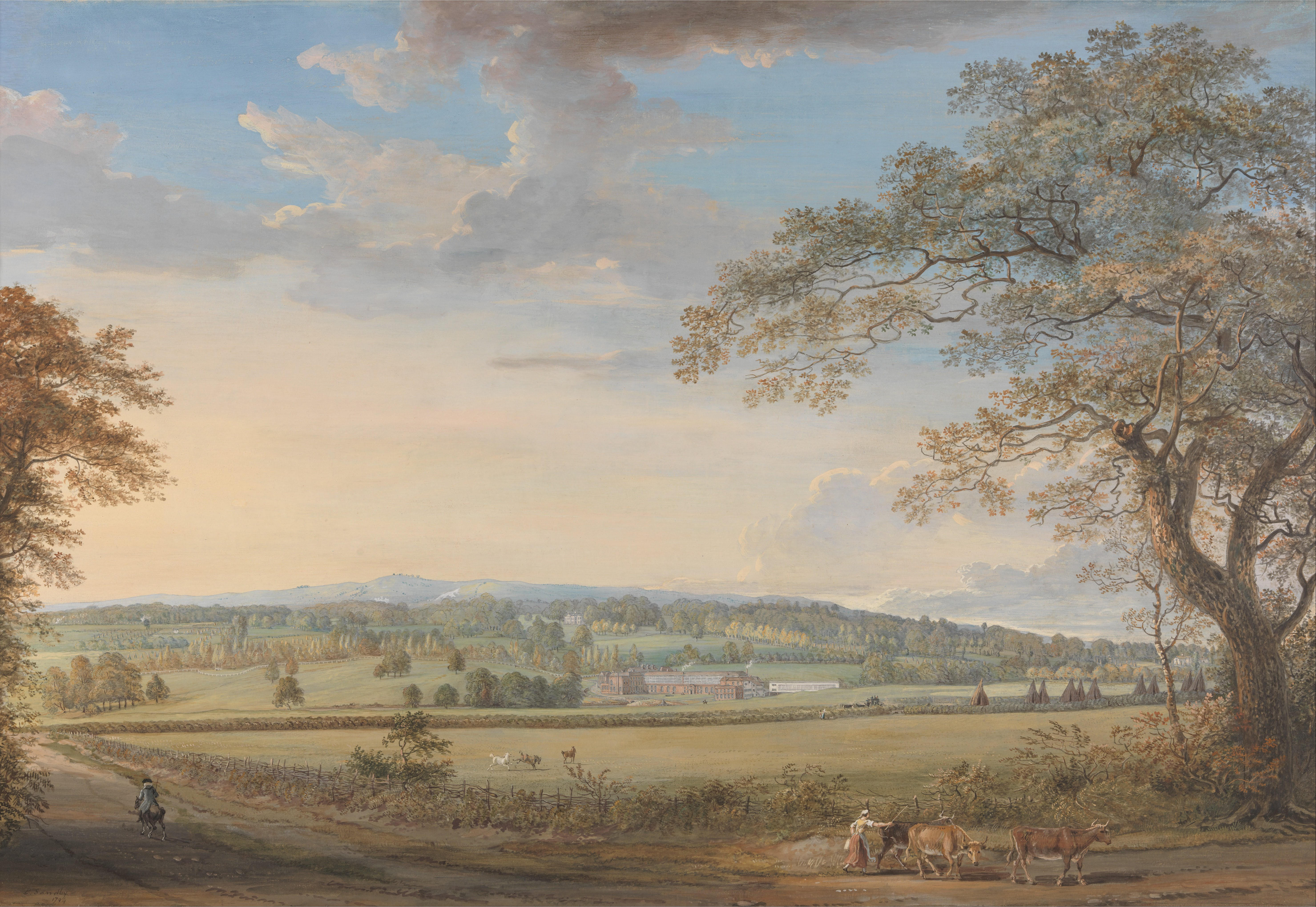
A View of Vinters at Boxley, Kent, with Mr. Whatman's Turkey Paper Mills
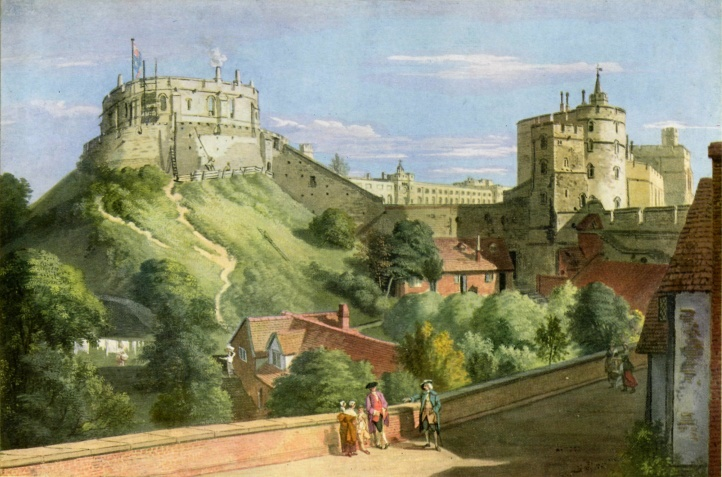
:Windsor Castle: View of the Round and Devils Towers from the Black Rock
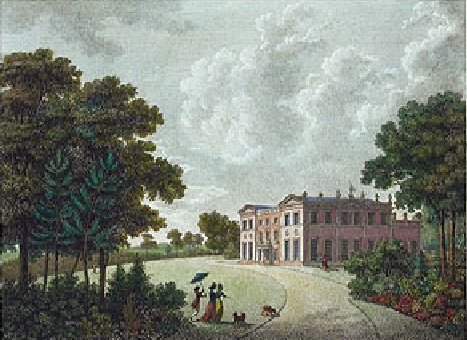
Watercolour of Woolton Hall, Liverpool, c. 1781
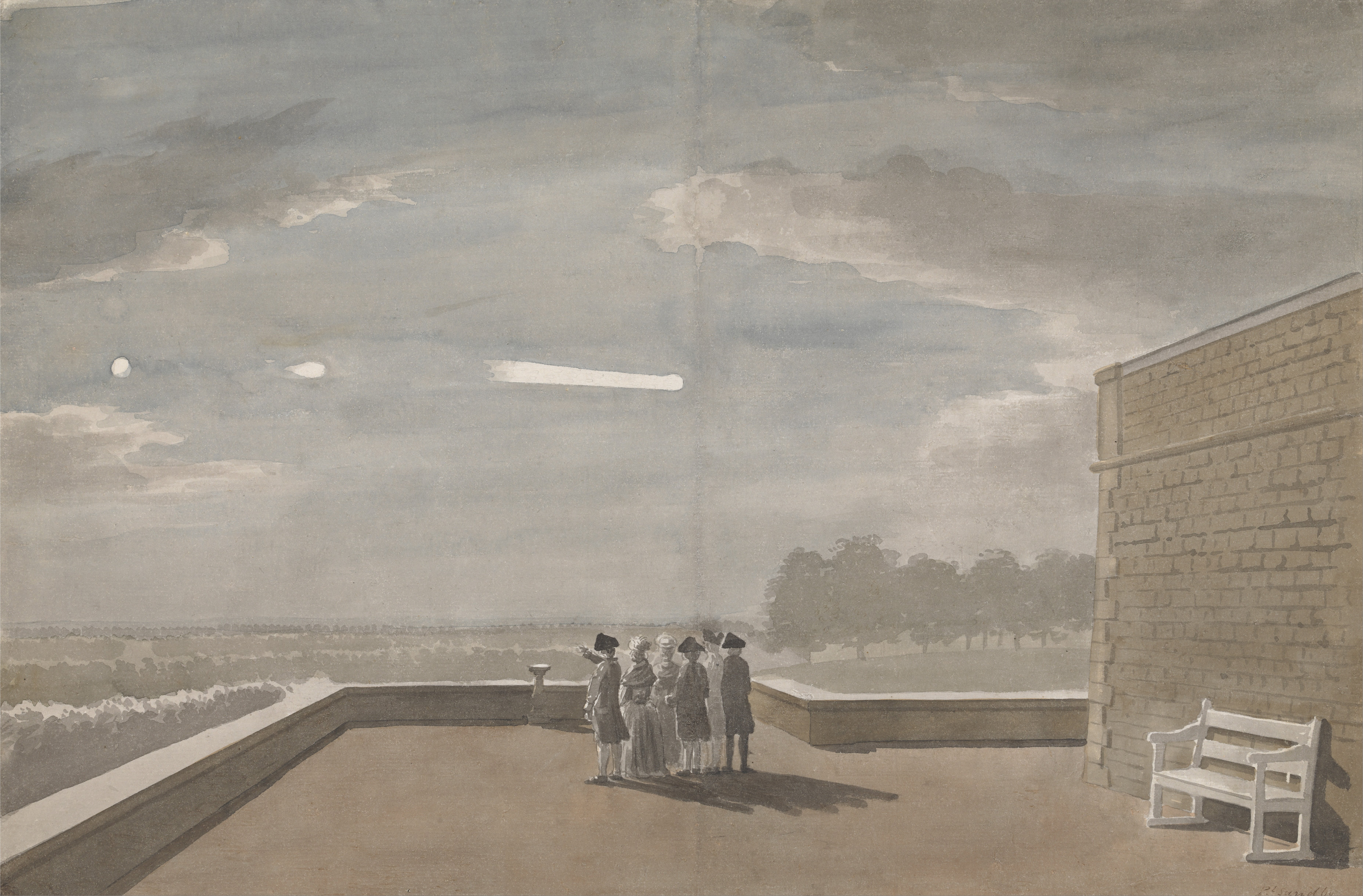
Watercolor of the 1783 Great Meteor, 1783
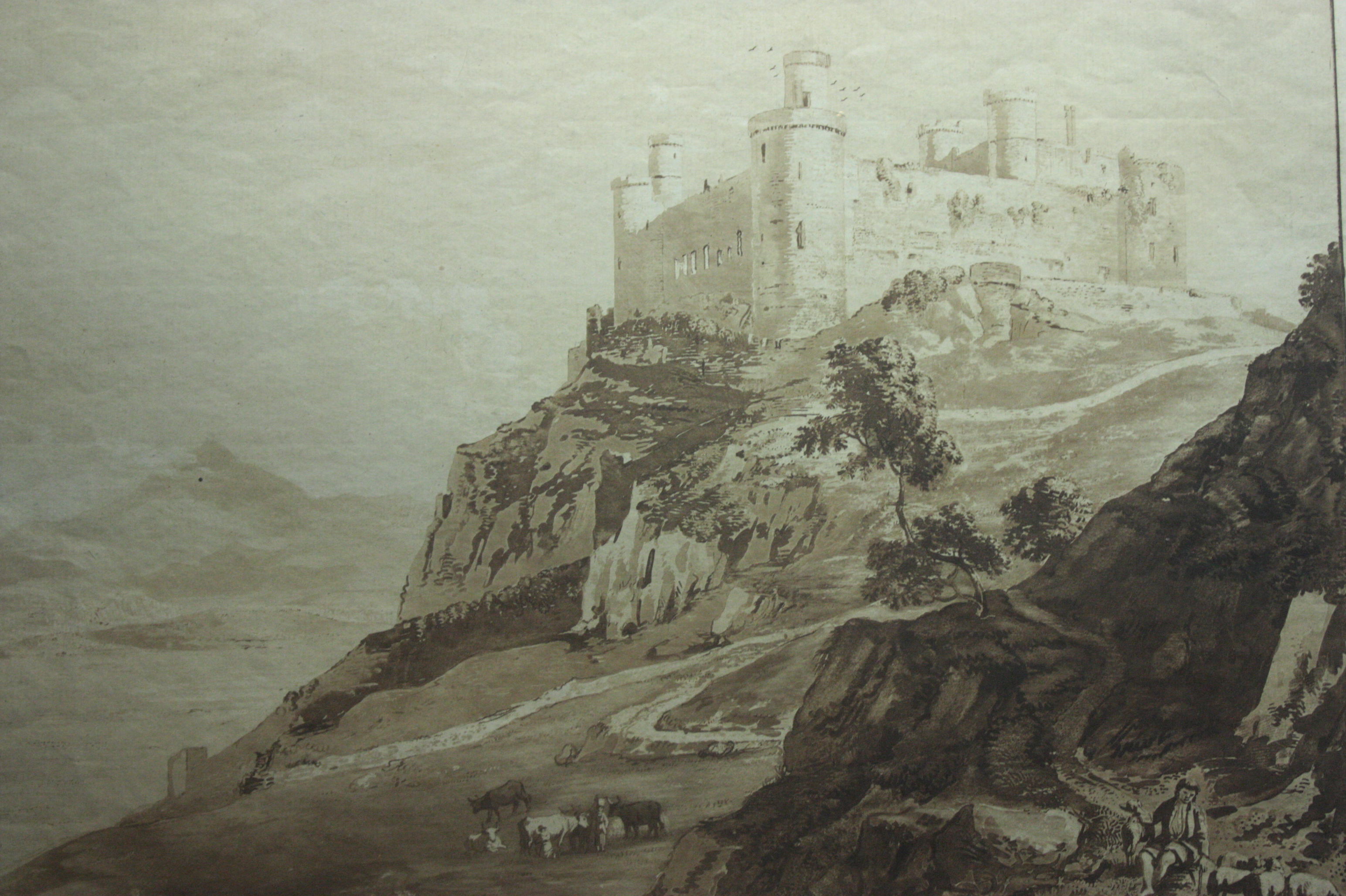
Harlech Castle by Paul Sandby 1776
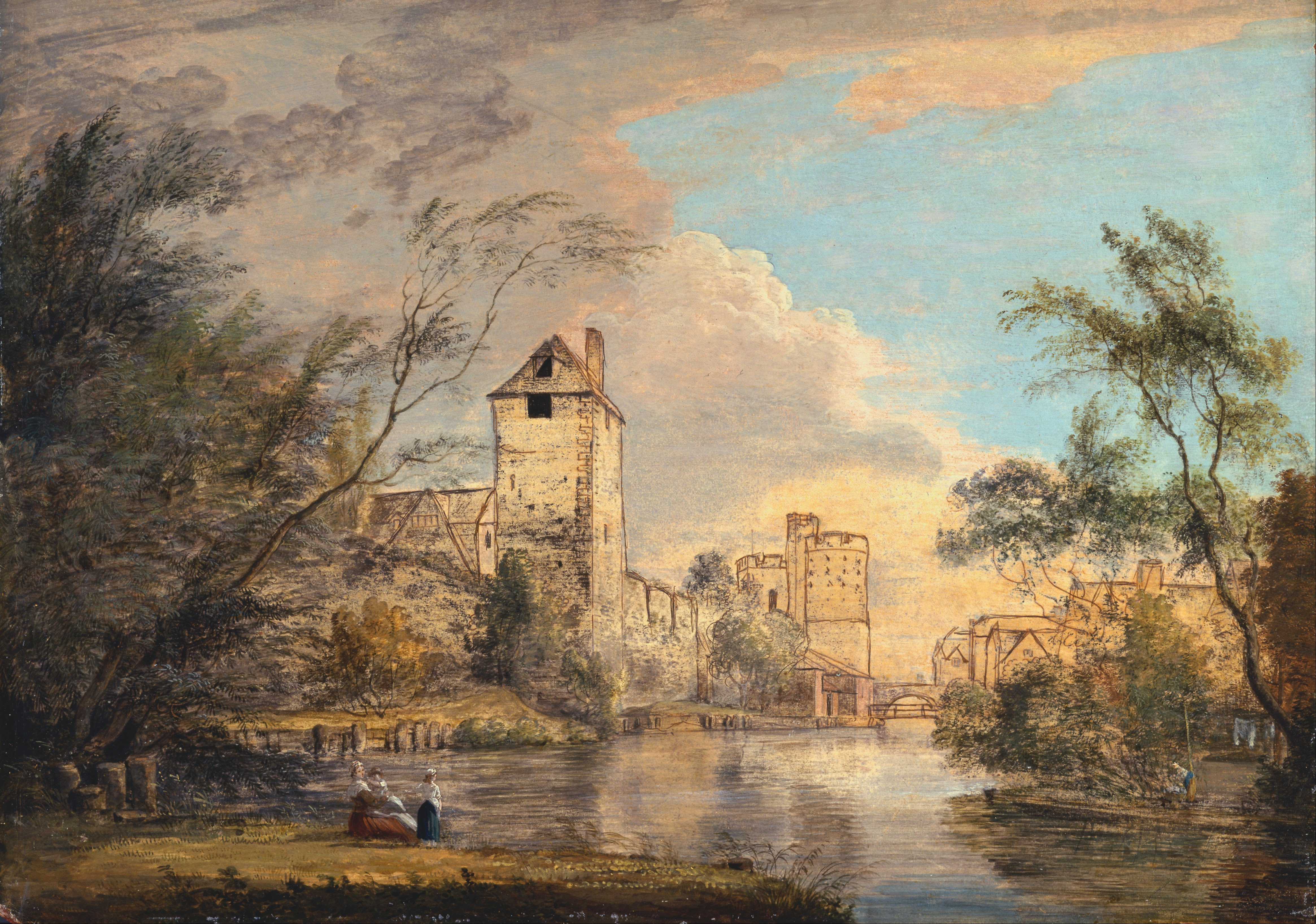
An Unfinished View of the West Gate, Canterbury
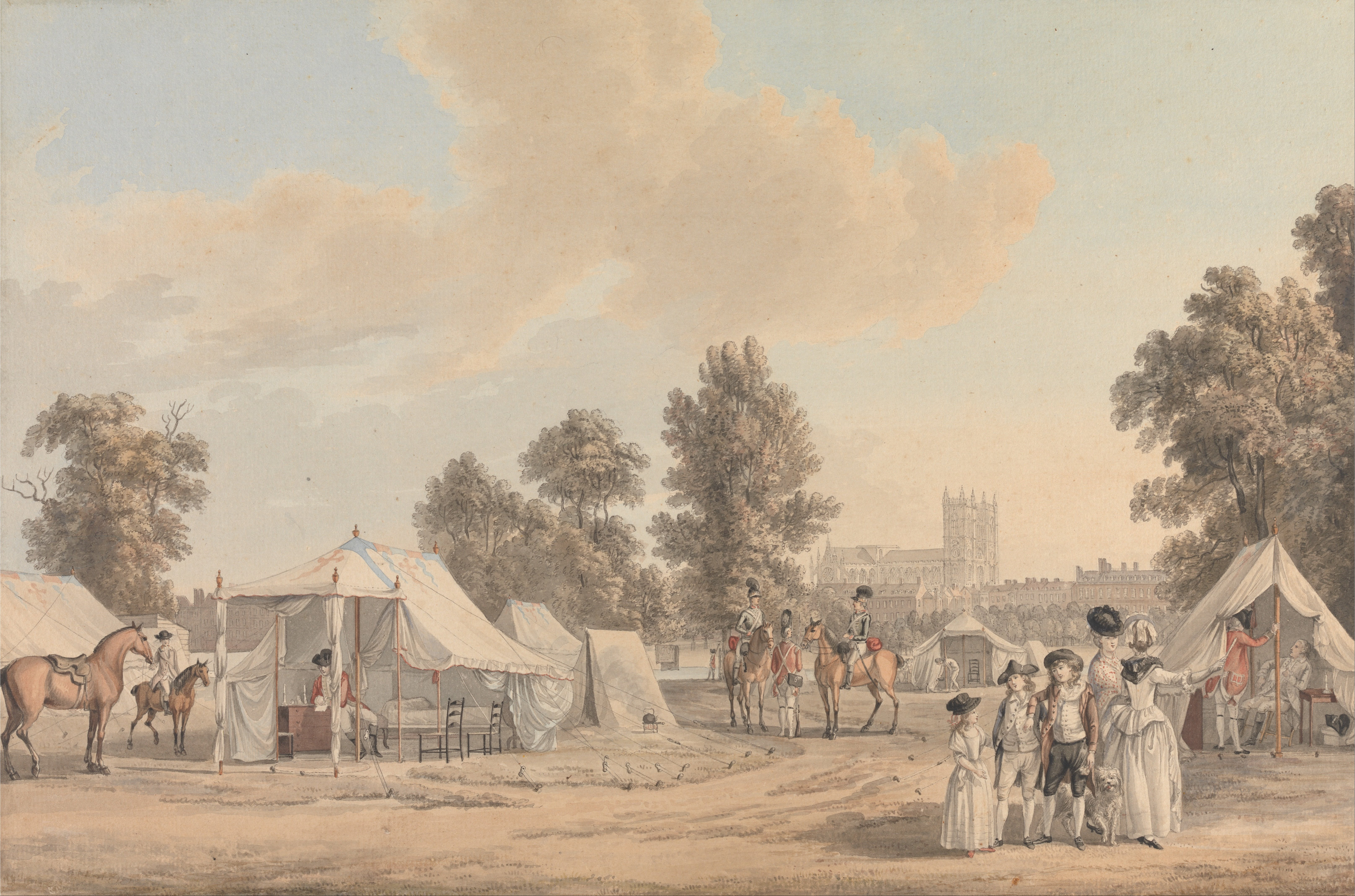
An Encampment in St. James Park
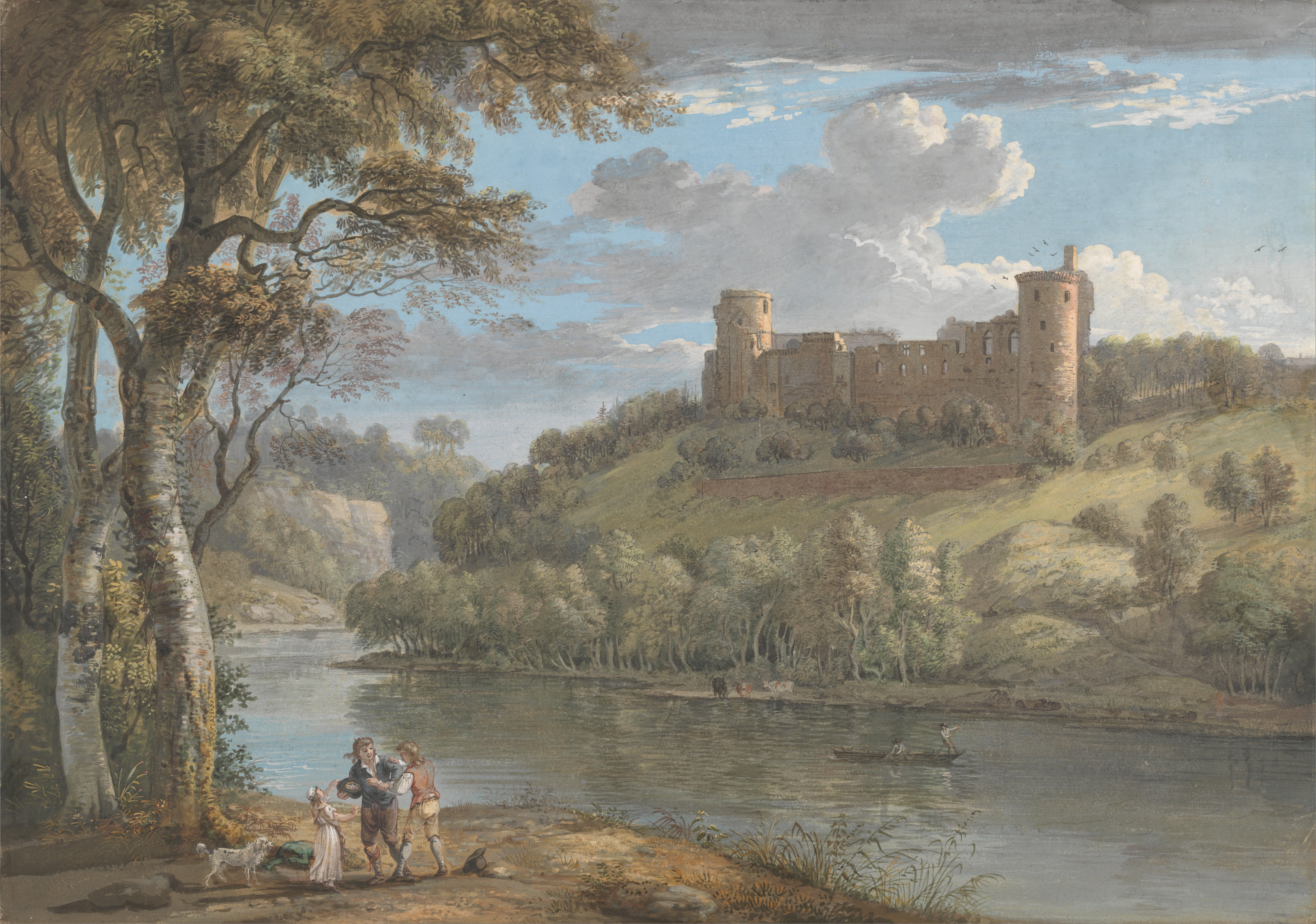
Bothwell Castle, from the South
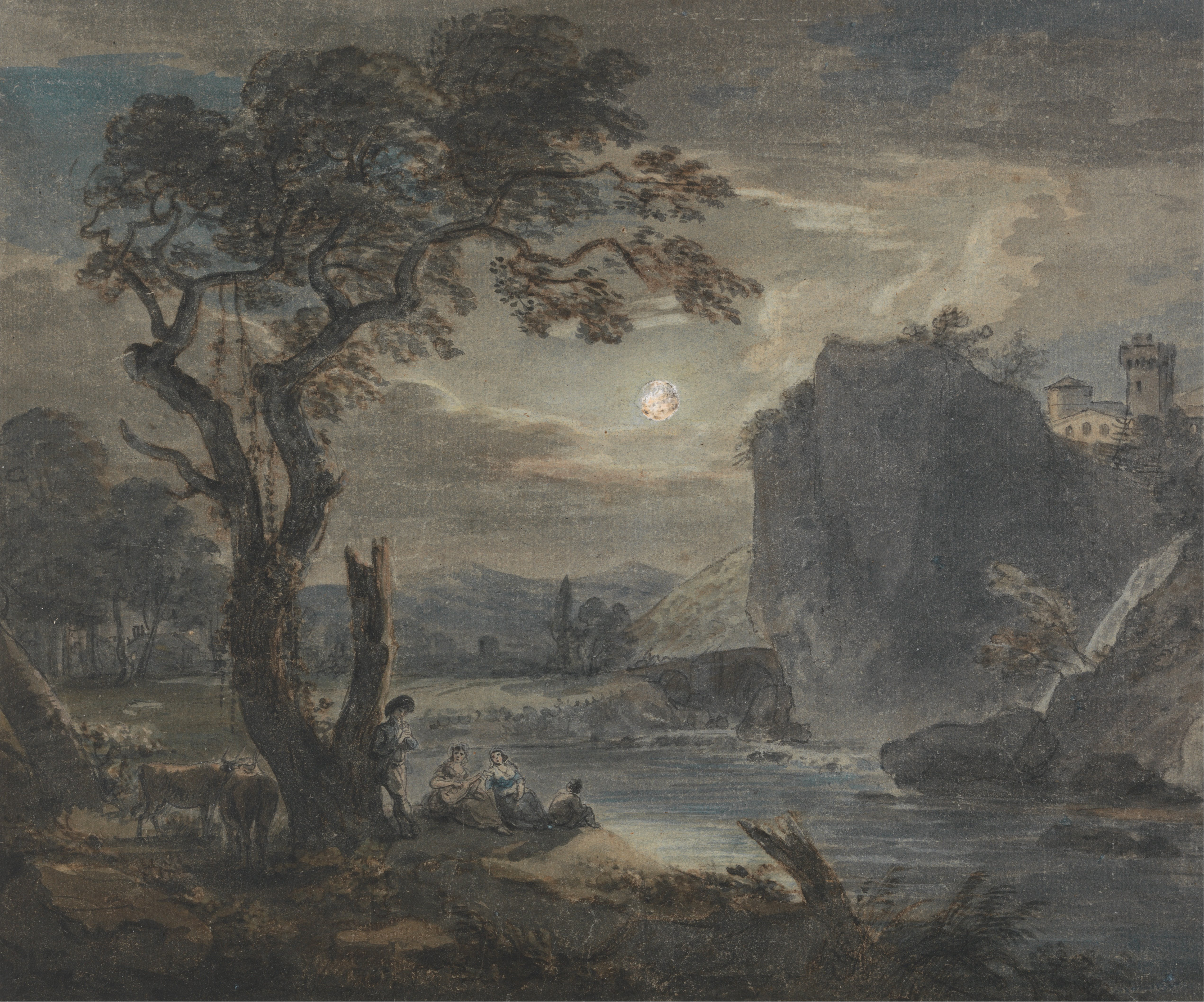
Music by Moonlight

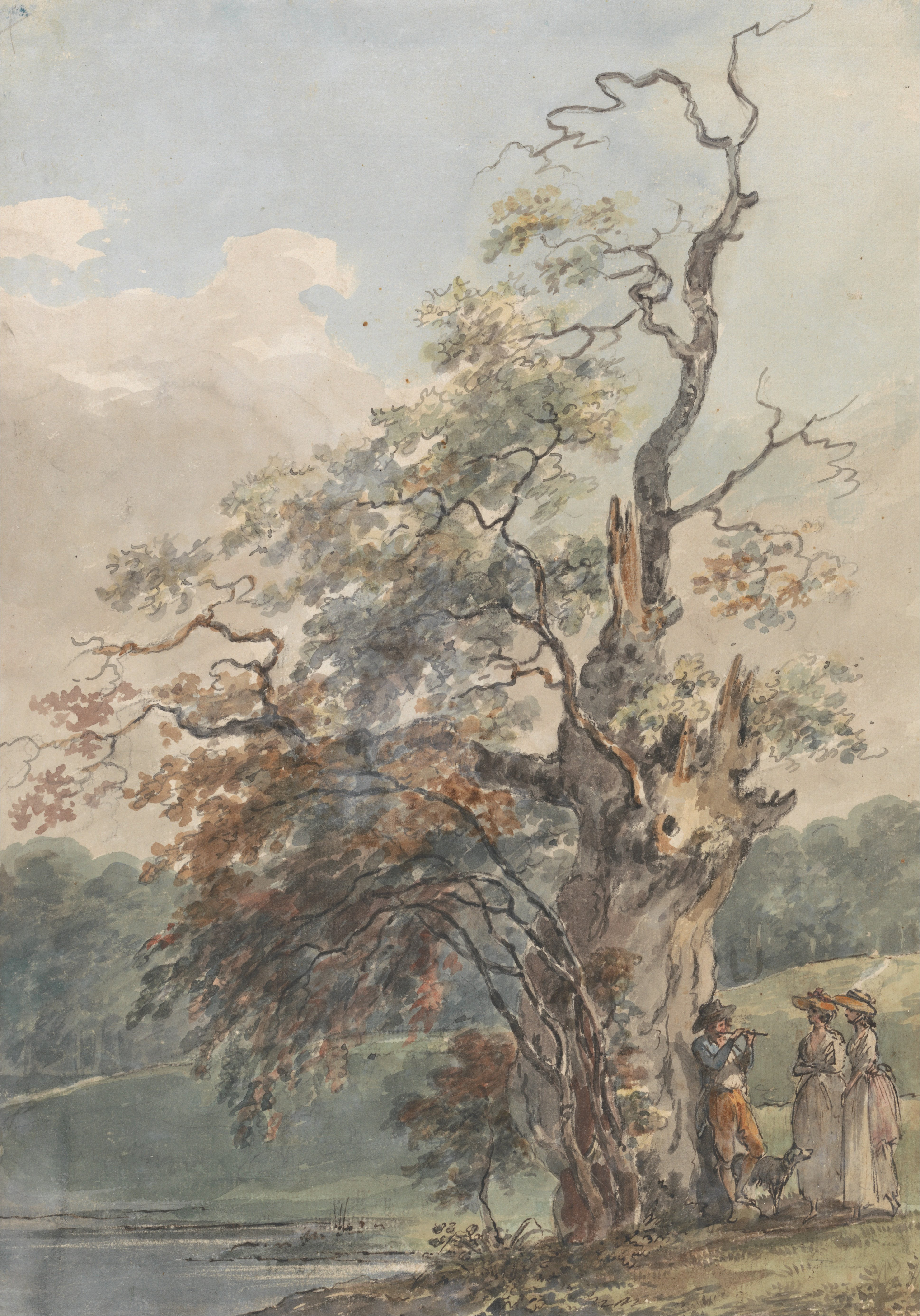
Paisaje con árboles de haya y hombre de conducción de ganado vacuno y de ovejas
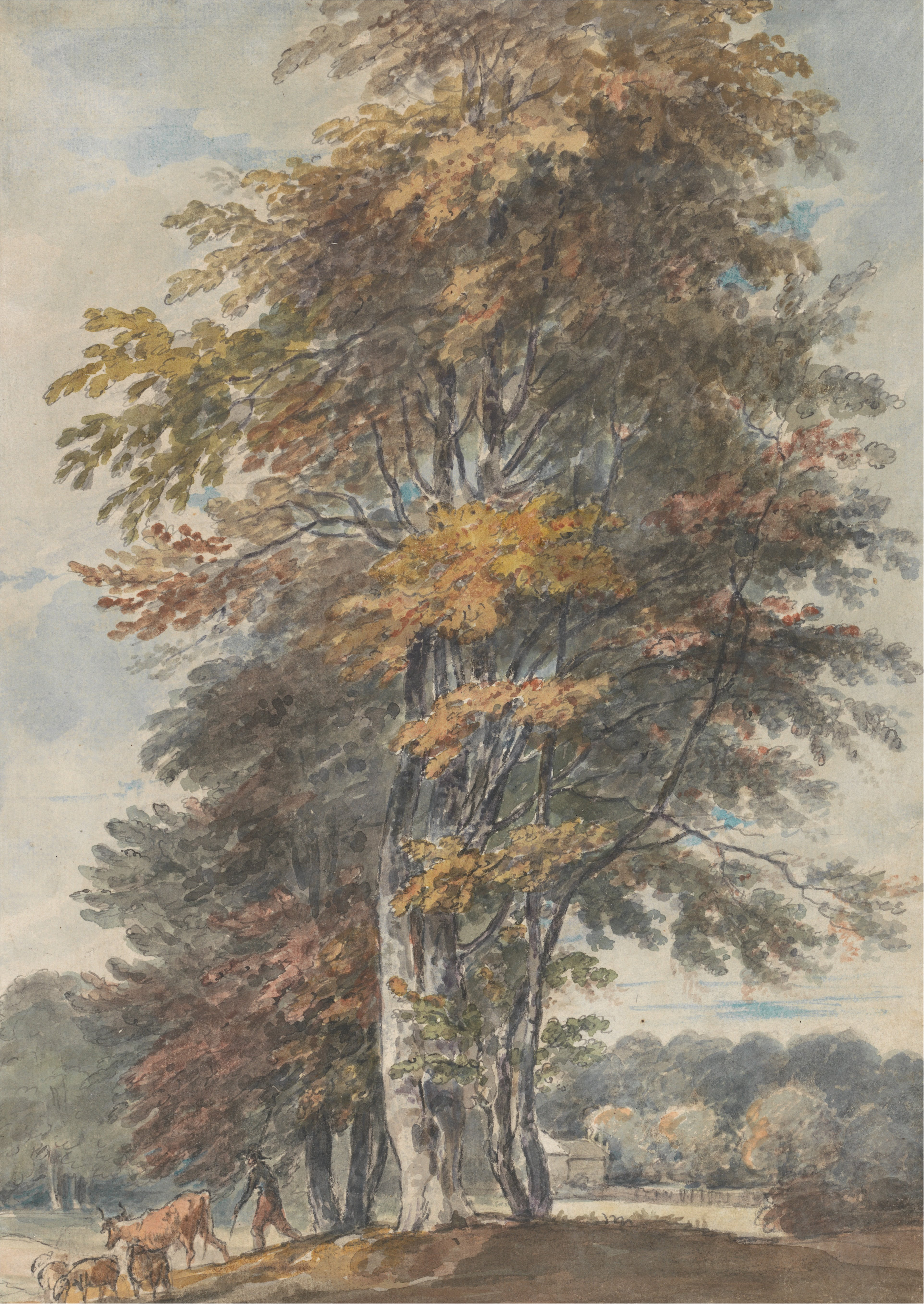
Dos Chicas Llevando una Cesta
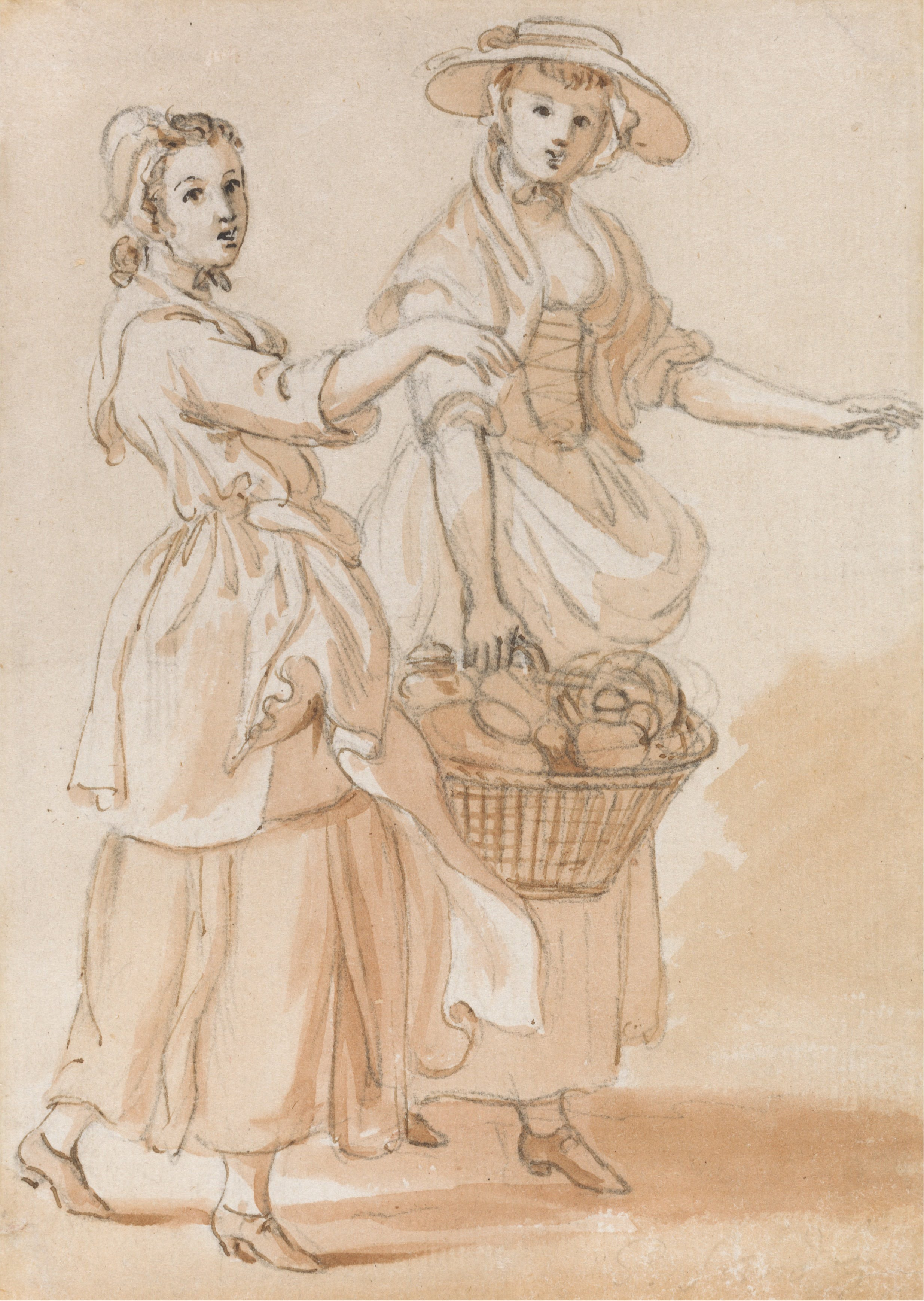
Caricatura de George Bubb Dodington y Sir Thomas Robinson
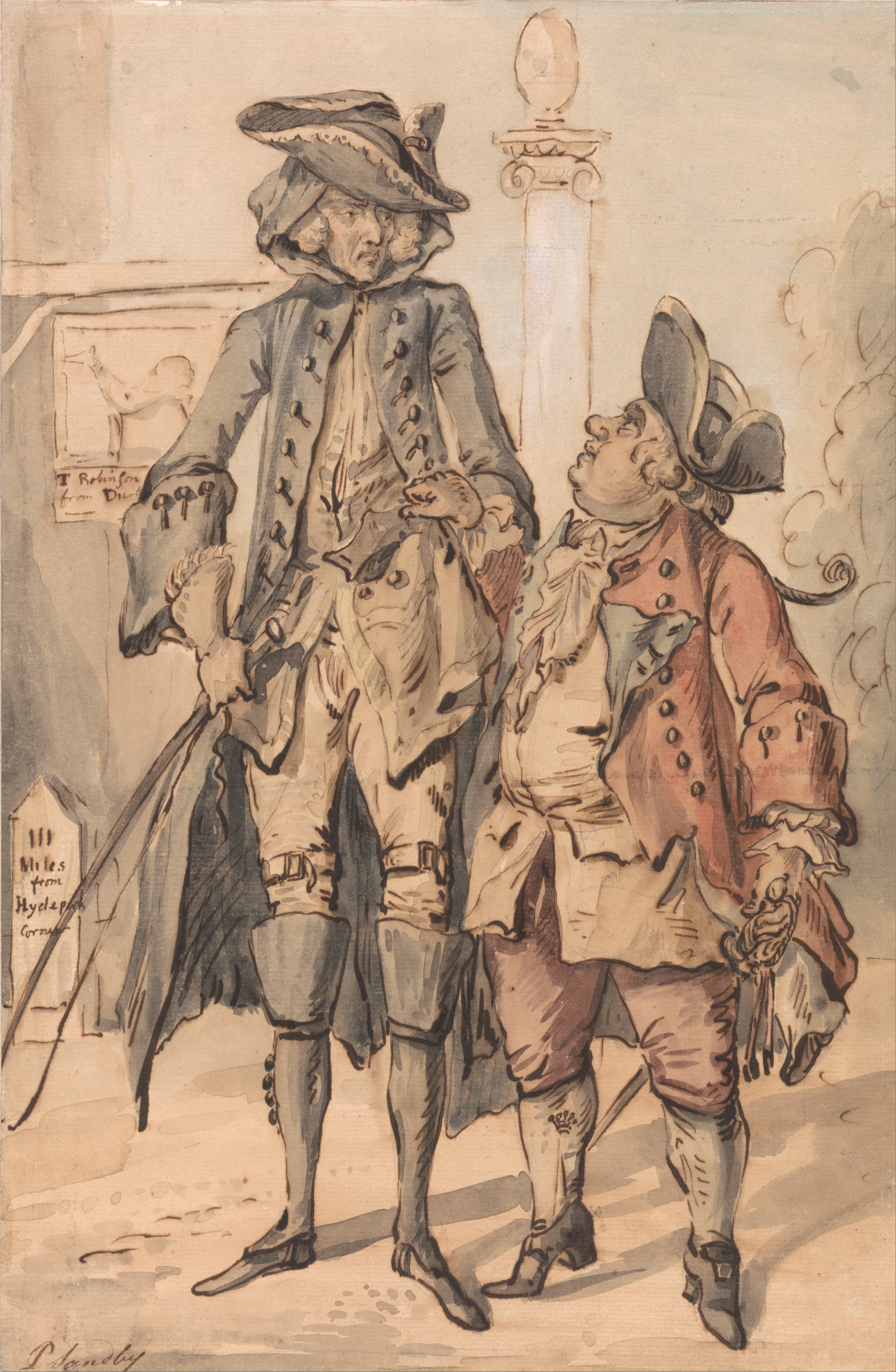
Londres Gritos - Una Chica con una Cesta de Naranjas
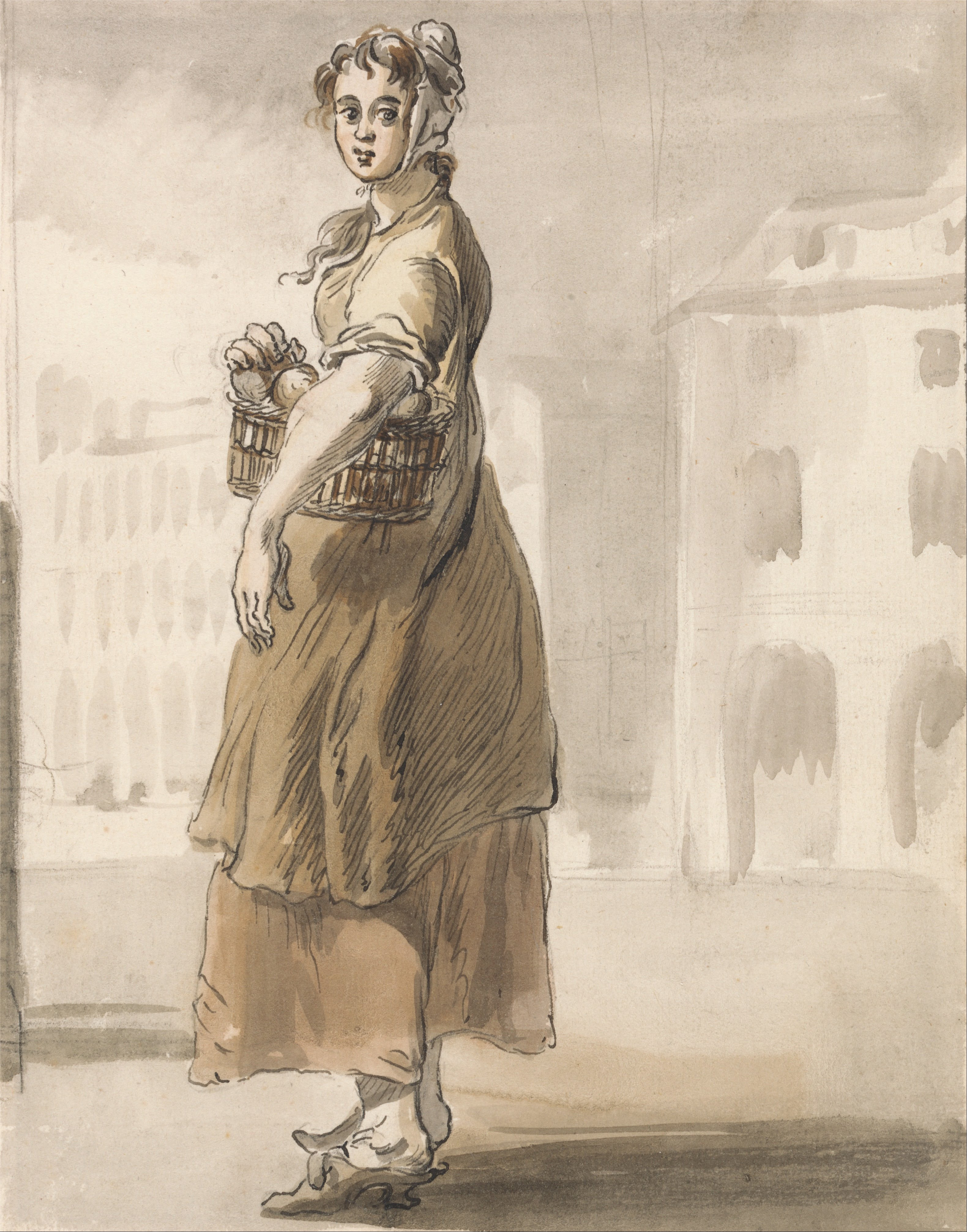
Paisaje italiano con Castillo, y la Cascada de los Pescadores
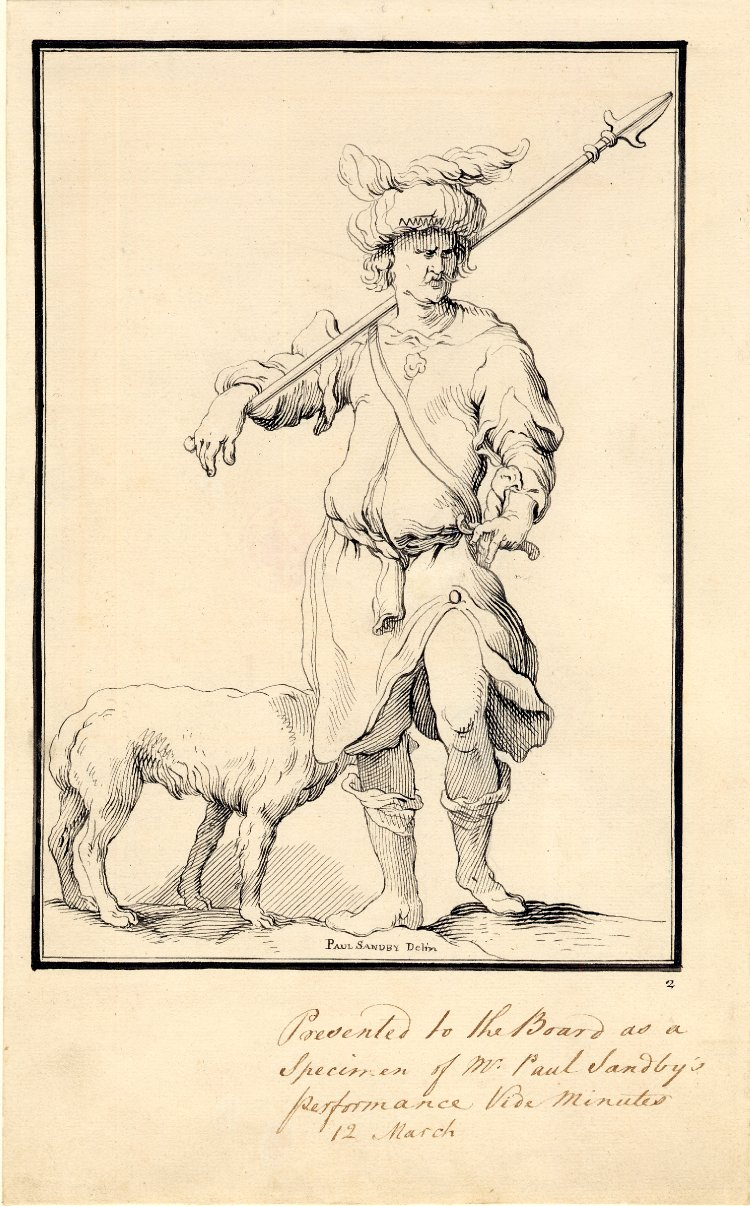
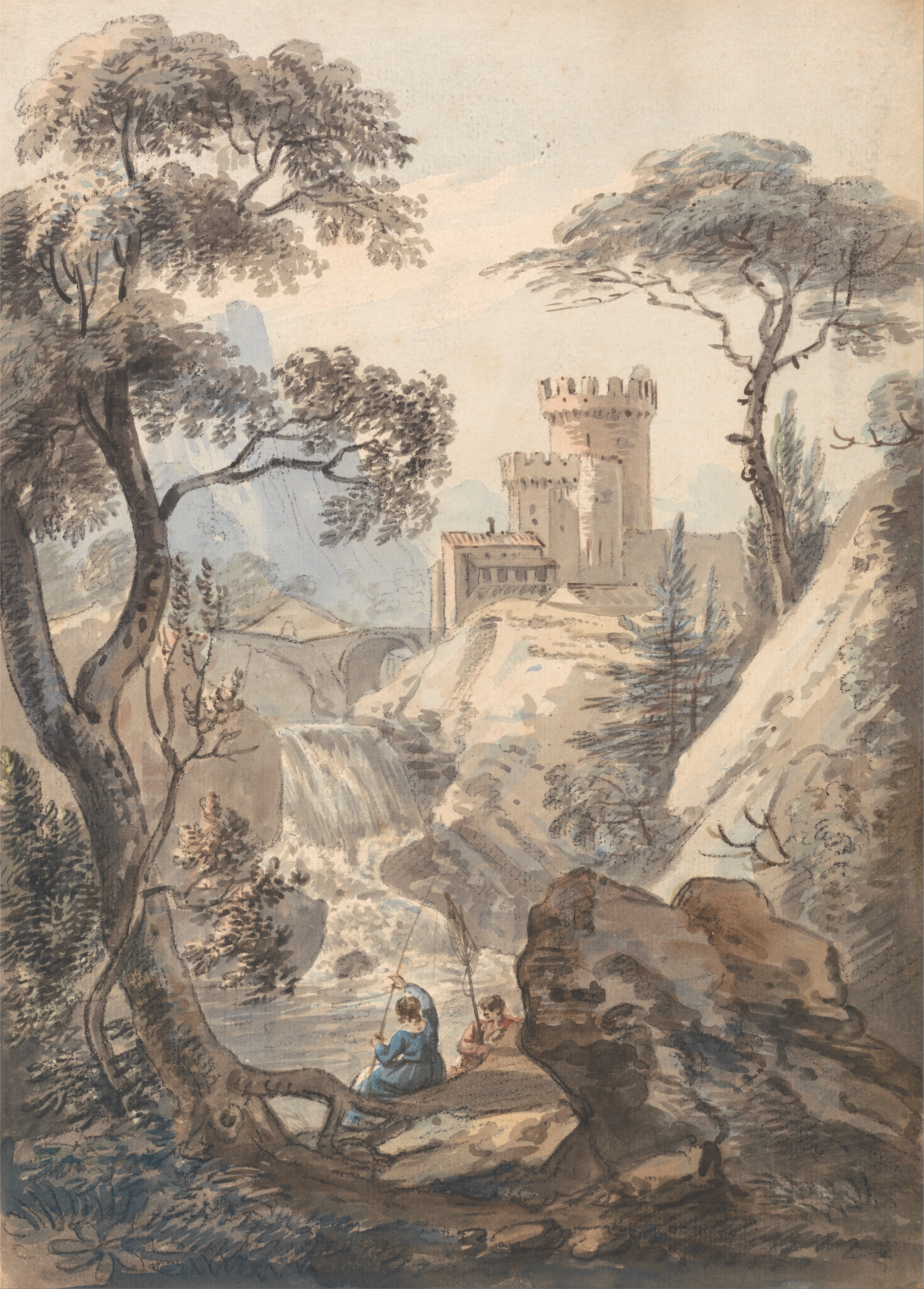